# Haaslava kommun
Haaslava vald är en kommun i Estland.   Den ligger i landskapet Tartumaa, i den sydöstra delen av landet, 180 km sydost om huvudstaden Tallinn.
Följande samhällen finns i Haaslava vald:
- Roiu
- Aardla
- Ignase